# 홀로그램 포 더 킹
《홀로그램 포 더 킹》(영어: A Hologram for the King)은 2016년에 개봉한 독일, 미국, 영국, 프랑스의 영화이다.

## 캐스팅
- 톰 행크스 : 앨런 클레이 역
- 사리타 초우드리 : 자라 역
- 벤 위쇼 : 데이브 역
- 시드 바벳 크누센 : 헤니 역
- 트레이시 페어웨이 : 키트 역
- 제인 페리 : 루비 역
- 톰 스커릿 : 론 역